# Stefan Niementowski

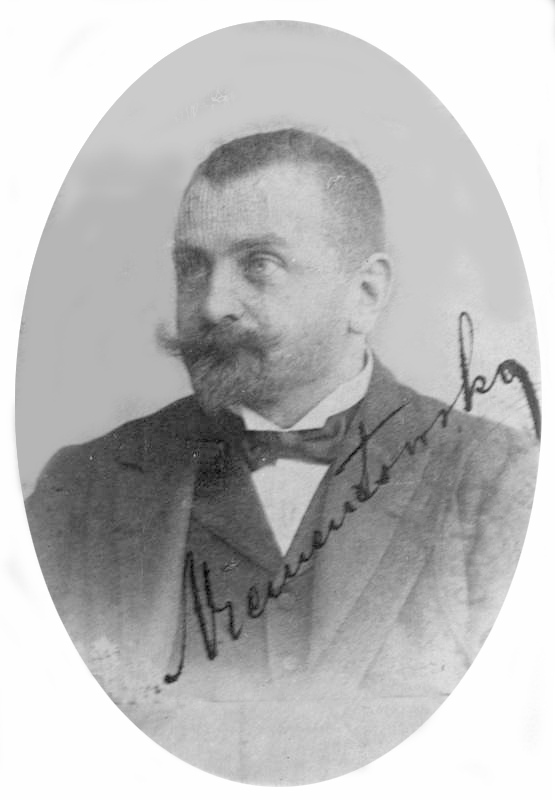
Stefan Niementowski

Stefan Niementowski  (* 3. Juli 1876 in Schowkwa; † 13. Juli 1925 in Warschau) war ein polnischer Chemiker.
Niementowski studierte ab 1882 Chemie am Polytechnikum in Lemberg, an der Universität und Technischen Hochschule in Berlin (1883) und an der Universität und Technischen Hochschule in München (ab 1885). Er wurde 1886 an der Universität Erlangen promoviert, ging zurück nach Lemberg ans Polytechnikum und habilitierte sich dort 1888. Ab 1890 leitete er dort die Abteilung analytische Chemie, wurde 1892 außerordentlicher und 1893 ordentlicher Professor für Chemie.
Er befasste sich mit Heterocyclen und eine Chinolin-Synthese ist nach ihm benannt (Umsetzung von Anthranilsäure mit Ketonen, 1894) ebenso wie eine Chinazolon-Synthese (aus Anthranilsäure und Säureamiden). Nach ihm ist die Niementowski-Reaktion benannt.
Ein von ihm 1910 gefundener Farbstoff ist nach ihm benannt. 1905 synthetisierte er Acridon und 1896 Chinacridon.
1919 war er einer der Gründer der polnischen chemischen Gesellschaft.